# Maria de Lourdes Pintasilgo
Maria de Lourdes Ruivo da Silva de Matos Pintasilgo (ur. 18 stycznia 1930 w Abrantes, zm. 10 lipca 2004 w Lizbonie) – portugalska inżynier, działaczka społeczna i katolicka, a także polityk, minister, w latach 1979–1980 premier Portugalii, pierwsza kobieta pełniąca tę funkcję.

## Życiorys
Ukończyła studia z zakresu chemii i inżynierii przemysłowej w Instituto Superior Técnico. Pracowała w grupie chemicznej Companhia União Fabril, a od 1969 do 1974 w Câmara Corporativa, jednej z izb ówczesnego portugalskiego parlamentu. Była wieloletnią działaczką organizacji katolickich, pełniła funkcję prezesa Pax Romana i organizowała ruch kobiet katolickich „Graal”.
W latach 1971–1972 była członkinią portugalskiej delegacji przy ONZ. Po rewolucji goździków z 1974 weszła do rządu. Początkowo pełniła funkcję sekretarza stanu do spraw społecznych, następnie była ministrem ubezpieczeń społecznych (1974–1975). W latach 1975–1979 reprezentowała Portugalię w UNESCO w randze ambasadora. Od 1 sierpnia 1979 do 3 stycznia 1980 jako pierwsza kobieta w historii kraju sprawowała urząd premiera. Objęła to stanowisko tymczasowo po tym, jak Carlos Mota Pinto złożył rezygnację. Została powołana na czas do wyborów parlamentarnych w listopadzie 1979. Na początku stycznia 1980 zastąpił ją Francisco Sá Carneiro.
W 1986 była niezależną kandydatką w wyborach prezydenckich, które zakończyły się zwycięstwem Mária Soaresa. W pierwszej turze zajęła 4. miejsce z wynikiem 7,4% głosów. W latach 1987–1989 zasiadała w Parlamencie Europejskim, mandat uzyskała z ramienia Partii Socjalistycznej. W kolejnych latach działała w różnych międzynarodowych organizacjach doradczych.

## Odznaczenia
- Krzyż Wielki Orderu Chrystusa (1981)[7]
- Krzyż Wielki Orderu Infanta Henryka (1994)[7]
- Krzyż Wielki Orderu Wolności (pośmiertnie, 2017)[7]